# 新金谷車両区
新金谷車両区（しんかなやしゃりょうく）とは、静岡県島田市にある、大井川鐵道の車両基地である。大井川本線新金谷駅構内に併設されている。
大井川本線で運用される車両の整備が行われている。
転車台については、過去に存在したものが1970年（昭和45年）9月28日に撤去されたため、2011年（平成23年）に観光政策の一環として、島田市によって再設置され、同年10月7日（SLフェスタ2011の初日）に運用が開始された。

## 配置車両
2025年（令和7年）1月1日時点の配置車両は下記のとおり。

### 電車
- 6000系（2両）
  - 2両編成1本 (6016-6905) が配置されている。
- 7200系（2両）
  - モハ7204, 7305が配置されている。
- 16000系（2両）
  - 2両編成1本（16003F: モハ16003-クハ16103）が配置されている。
- 21000系（4両）
  - 2両編成2本 (21001F: 21001-21002, 21003F: 21003-21004) が配置されている。

### 蒸気機関車
- C10形（1両）
  - C10 8が配置されている。
- C11形（2両）
  - C11 190, 227が配置されている。なお、後者は2021年（令和3年）9月28日から運用離脱中。
- C12形（1両）
  - 日本ナショナルトラスト所有のC12 164が配置されているが、2005年（平成17年）4月24日以降は休車中[3]。
- C56形（1両）
  - C56 44が配置されているが、2019年（令和元年）9月2日以降は運用離脱中。

### 電気機関車
- E10形（2両）
  - E101, 102が配置されている。
- E31形（3両）
  - E32, 33, 34が配置されている。
- ED500形（1両）
  - ED501が配置されている。

### 客車
- オハ35系（7両）
  - オハフ33形2両（オハフ33 215, 469）とオハ35形5両（オハ35 22, 149, 435, 459, 559）が配置されている。
- スハ43系（10両）
  - スハフ42形4両（スハフ42 184, 186, 286, 304）とスハフ43形2両（スハフ43 2, 3）、オハ47形4両（オハ47 81, 380, 398, 512）が配置されている。なお、スハフ43形2両は日本ナショナルトラスト所有。
- 60系（1両）
  - 日本ナショナルトラスト所有のオハニ36 7が配置されている。
- ナロ80形（2両）
  - ナロ80 1, 2が配置されている。
- スイテ82形（1両）
  - スイテ82 1が配置されている。

### 貨車
- ホキ800形（2両）
  - ホキ986, 989が配置されている。

## 配置予定の車両

### 蒸気機関車
- C56形（1両）
  - C56 135が配置される予定。2022年（令和4年）現在は、新金谷駅構外側線（大代川側線）に留置されている。

### 客車
- 12系（6両）
  - 元SLやまぐち号のレトロ客車5両である、スハフ12形1両（スハフ12 702「明治風客車」）とオハ12形3両（オハ12 701「欧風客車」、702「昭和風客車」、703「大正風客車」）、オハフ13形1両（オハフ13 701「展望車風客車」）が配置される予定。2022年（令和4年）現在は、本車両区に留置されている。 なお、2025年5月19日には、現社長である鳥塚亮氏のブログにて、オハフ13形１両を除く残り4両を民間に売却する意向が示された。折からの部品盗難や、年月の経過による車体の老朽化によって、復元には多額の費用が掛かると予想されることが売却の理由だという[4]。
  - 「SL北びわこ号」として使われていた、元網干総合車両所宮原支所配置の12系原型車5両である。スハフ12形2両（スハフ12 129,155）とオハ12形3両（オハ12 341, 345, 346）が配置される予定。2025年7月18日に、JR西日本と大井川鐵道での共同のプレスリリースによって譲渡が公表された。 譲渡に当たっては、親会社である日高エクリプスによる資金援助があったと合わせて公表されている[5]。

- 14系（4両）
  - 元はまなすの4両である、スハフ14形2両（スハフ14 502, 557）とオハ14形2両（オハ14 511, 535）が配置される予定。2022年（令和4年）現在は、大代川側線に留置されている。

## 過去の配置車両

### 電車
- 312系（4両）
  - 2両編成2本（312F: モハ312-クハ512, 313F: モハ313-クハ513）が配置されていた。
- 420系（2両）
  - モハ421-クハ571が配置されていた。
- 3000系：初代（5両）
  - モハ3001 - 3004とサハ3003が配置されていた。
- 3000系：2代（2両）
  - モハ3008-クハ3507が配置されていた[6]。
- 6010系（2両）
  - モハ6011-クハ6061が配置されていた。
- クハ6050形（2両）
  - クハ6051, 6052が配置されていた。
- 16000系（4両）
  - 2両編成2本（16001F: モハ16001-クハ16101, 16002F: モハ16002-クハ16102）が配置されていた。

### 蒸気機関車
- C11形（1両）
  - C11 312が配置されていた。

### 電気機関車
- E10形（1両）
  - E103が配置されていた。

### 客車
- ナハフ500形（1両）
  - ナハフ505が配置されていた。
- オハ35系（1両）
  - オハ35 857が配置されていた。

### 貨車
- チキ300形（4両）
  - チキ301 - 304が配置されていた[7]。